# Kağan
Kağan ist ein türkischer männlicher Vorname mit der Bedeutung „Herrscher“ (Großkhan).

## Namensträger
- Kağan Kayalı (* 1999), türkischer Fußballspieler
- Kağan Timurçin Konuk (* 1990), türkischer Fußballspieler
- Kağan Moradaoğlu (* 2003), türkischer Fußballtorhüter
- Kağan Söylemezgiller (* 1988), türkischer Fußballspieler